# Амга (Якутія)
Амга (якут. Амма) — село Амгинського улусу Республіки Саха Росії. Входить до складу Амгинського наслегу. Населення — 6554 особи (2015 рік).
Село засноване 1652 року.